# Woody Johnson
Robert Wood Johnson IV, detto Woody (New Brunswick, 12 aprile 1947), è un ambasciatore, imprenditore e dirigente sportivo statunitense che dal 2017 svolge il ruolo di ambasciatore degli Stati Uniti nel Regno Unito È il pronipote di Robert Wood Johnson I (cofondatore della Johnson & Johnson). Assieme al fratello, Christopher, è il proprietario dei New York Jets della National Football League..

## Biografia
Johnson nacque a New Brunswick, New Jersey. È il figlio di Betty (Wold) e Robert Wood Johnson III, presidente della Johnson & Johnson per quattro anni. Johnson crebbe con quattro fratelli, Keith Johnson, Billy Johnson, Elizabeth "Libet" Johnson e Christopher Wold Johnson, a nord del New Jersey e frequentò la Millbrook School. Si laureò alla University of Arizona. Johnson in seguito svolse un umile lavoro estivo alla Johnson & Johnson con l'aspettativa di ascendere ai più alti incarichi dell'azienda di famiglia.

### Sport
Il 18 gennaio 2000, Johnson acquistò i Jets per 635 milioni di dollari, la terza cifra più alta pagata in uno sport professionistico e la più alta per una squadra di New York. Johnson, che corteggiò anche i New York Knicks, superò l'offerta di 612 milioni di dollari di Charles Dolan, proprietario di Cablevisión, che possiede il Madison Square Garden, i Knicks e i Rangers. La squadra fu ceduta per 100 milioni di dollari in più di quello che gli analisti finanziari si attendevano. Forbes nel 2015 ha valutato la squadra 2,85 miliardi di dollari.
Dopo avere acquistato i Jets, Johnson annunciò i piani di trasferirli al proposto West Side Stadium a Manhattan. Tuttavia, dopo che il progetto fallì nel 2005, Johnson annunciò che la franchigia si sarebbe spostata al MetLife Stadium come partner alla pari dei Giants. Il nuovo stadio aprì il 10 aprile 2010. Johnson fece anche parte del comitato per scegliere il successore di Paul Tagliabue come Commissioner della NFL da una lista di 185 candidati, la cui scelta ricadde infine su Roger Goodell.